# Vere Poulett (3e comte Poulett)
Vere Poulett, 3e comte Poulett (18 mai 1710 - 14 avril 1788), est un pair anglais.

## Biographie
Il est le fils de John Poulett (1er comte Poulett), et de Bridget Bertie, fille de Peregrine Bertie (1634-1701). Il est le frère de John Poulett (2e comte Poulett), Peregrine Poulett et Anne Poulett, et fait ses études à la Taunton Grammar School . Il est élu au parlement pour Bridgwater en 1741, poste qu'il occupe jusqu'en 1747. Il succède à son frère aîné comme comte en 1764. En 1771, il est nommé Lord Lieutenant du Devon, poste qu'il occupe jusqu'à sa mort.
Lord Poulett épouse Mary Butt, fille de Richard Butt, d’Arlington, dans le Gloucestershire. Leur plus jeune fils, Vere Poulett, est un soldat et un homme politique. Lord Poulett décède en avril 1788, à l'âge de 77 ans. Son fils aîné, John, lui succède. La comtesse Poulett est décédée en avril 1819 .